# Sácama (ort)
Sácama är en ort i Colombia. Den ligger i departementet Casanare, i den centrala delen av landet, 260 km nordost om huvudstaden Bogotá. Sácama ligger 1 225 meter över havet och antalet invånare är 743.
Terrängen runt Sácama är bergig västerut, men österut är den kuperad. Sácama ligger nere i en dal. Runt Sácama är det mycket glesbefolkat, med 6 invånare per kvadratkilometer. Det finns inga andra samhällen i närheten. I omgivningarna runt Sácama växer i huvudsak städsegrön lövskog.